# مادانوالا
مادانوالا (به لاتین: Madanwala) یک منطقهٔ مسکونی در سری‌لانکا است که در استان مرکزی (سری‌لانکا) واقع شده‌است.